# 日本女性党
日本女性党（にほんじょせいとう）は、1977年6月に結成され、同年7月に解散した日本の政治団体である。

## 概要
- 中絶禁止法に反対しピル解禁を要求する女性解放連合（略称「中ピ連」）代表だった女性解放運動家榎美沙子が、1977年6月の第11回参議院議員通常選挙に際して国政進出を目指し、中ピ連を母体として結成した政党。党首は榎美沙子。のちに教育党党首となる政治運動家城戸嘉世子も結党に参加していた。「世界初の女性だけの政党」を謳い、男性は入党できなかった。
- 同選挙には選挙区（当時の名称は「地方区」）・全国区に合計10名の候補者を擁立し、確認団体となる。ただし榎美沙子党首本人は立候補しなかった。
- 榎党首のほか、党役員も置いていた。しかし日本女性党の候補者は無名の主婦などであり、政治活動を経験した候補者は城戸嘉世子のみであったことから、実質的には榎党首の個人政党であった。
- 日本女性党は当初、各候補者に本名を名乗らせずに榎党首の名前を冠し、活動地域にあわせ「榎・東京」「榎・大阪」といった名称で立候補させるという戦術を発表した。これは1963年の第30回衆議院議員総選挙時の「肥後亨事務所」による「背番号候補」や比例代表制に着想を得たものであった。これに対し全国の選挙管理委員会は、「「榎・東京」等は公職選挙法施行令にいう「通称」には当たらない」とし、これらの名称による立候補届出を受け付けないと相次いで表明。結局各候補者は本名で立候補することになった。この選挙では扇千景・八代英太・横山ノック・一龍齋貞鳳・俵萌子・ばばこういちら通称（通名）での立候補が認められた候補者が大勢いたことから、榎党首は当初選管の対応を不服として各選管に異議申し立てを行う構えを見せた。しかし告示（公示）日が近づき、届出が受け付けられなければ選挙自体に参加できないため選管の措置を受け入れた。
- 結党時から政治資金等をめぐって榎党首と各候補者・幹部同士の内輪揉めが絶えず、マスコミではピル解放によって利益を得る製薬会社や政治家と榎党首の関係が暴かれたとされるスキャンダルも取り沙汰されるなどしたため混乱。また中ピ連以来のピンク色のヘルメットをかぶっての街頭宣伝・デモ活動は有権者に奇異な印象を与えており、選挙は苦戦した。
- 1977年7月10日、投開票の結果、各候補とも全く得票が伸びず全員が落選・供託金没収となった。選挙惨敗の結果が分かると党は即日内部分裂を起こし崩壊。1977年7月12日、解散。
- その後も城戸は1995年の第17回参議院議員通常選挙まで教育党から選挙立候補を続けたほか、元日本女性党公認候補者1名が1989年の第15回参議院議員通常選挙比例区に全婦会救国党ミニ政党悪税消費税反対大連合から立候補している。